# 불새 (1980년 영화)
불새는 1980년 공개된 대한민국의 영화이다.

## 배역
- 신일룡 : 영후 역
- 이영하 : 영섭 역
- 장미희 : 현주 역
- 오수미 : 미란 역
- 이미숙 : 은영 역
- 황정순 : 유안나 역
- 최남현 : 강 회장 역
- 문태선 : 철민 역

## 수상
- 1981년 제17회 백상예술대상
  - 영화부문 여자신인연기상 - 이미숙

## 같이 보기
- 홍콩 익스프레스